# Watertown, Minnesota
Watertown är en stad i Carver County i Minnesota. Vid 2010 års folkräkning hade Watertown 4 205 invånare.

## Kända personer från Watertown
- Marion Ross, skådespelare